# Stazione di Yatap
Yatap (야탑역 - 野塔驛, Yatam-nyeok ) è una stazione ferroviaria servita dalla linea Bundang della Korail. La stazione si trova nel quartiere di Bundang-gu, a Seongnam, città della regione del Gyeonggi-do, in Corea del Sud.

## Linee
Korail
■ Linea Bundang (Codice: K226)

## Struttura
La stazione è realizzata in sotterranea, con due marciapiedi laterali e due binari passanti, protetti da porte di banchina.
| 1 | ■ Linea Bundang | per Bokjeong, Suseo, Seolleung e Wangsimni |
| 2 | ■ Linea Bundang | per Jeongja, Giheung, Mangpo e Suwon       |

## Stazioni adiacenti
| «             | Servizio        | »             |
| Linea Bundang | Linea Bundang   | Linea Bundang |
| ------------- | --------------- | ------------- |
| K225 Moran    | Locale Espresso | Imae K227     |